# Kunreuth
Kunreuth là một đô thị thuộc huyện Forchheim trong bang Bayern nước Đức. Đô thị Kunreuth có diện tích 9,79 km², dân số thời điểm 31 tháng 12 năm 2006 là 1358 người.